# Ахалсопели (Карельский муниципалитет)
Ахалсопели (груз. ახალსოფელი) — село в Грузии, на территории Карельского муниципалитета края (мхаре) Шида-Картли.

## География
Село находится в центральной части Грузии, на правом берегу реки Куры, на расстоянии приблизительно 7 километров (по прямой) к западу от города Карели, административного центра муниципалитета. Абсолютная высота — 655 метров над уровнем моря.

## Население
По результатам официальной переписи населения 2014 года в Ахалсопели проживало 750 человек (398 мужчин и 352 женщины). В национальной структуре населения грузины составляли 96,8 %, осетины — 2,7 %, армяне — 0,3 %.
| Год  | Население, человек |
| ---- | ------------------ |
| 2002 | 627                |
| 2014 | ↗ 750              |